# Rdestnica ostrolistna
Rdestnica ostrolistna (Potamogeton acutifolius Link ex Roem. & Schult.) – gatunek rośliny z rodziny rdestnicowatych. Występuje w Europie.
W Polsce rośnie w rozproszeniu w części niżowej.

## Morfologia
ŁodygaSpłaszczona, gałęzista, o długości 30-200 cm; górne międzywęźla prawie tak szerokie jak liście.
LiścieZanurzone, jednakowe, równowąskie, siedzące, wielonerwowe, o szerokości 2-4 mm, stopniowo zwężające się na szczycie w cieniutki kolec. Nerwy poprzeczne nieregularne, oddalone. Jedna lub dwie brodawki u nasady liścia. Języczek liściowy o długości 1,5-2,5 mm.
KwiatyZebrane w luźne, krótkie, jajowato-kuliste, 4-6-kwiatowe kłosy o długości 5-10 mm. Szypuły kłosów długości samych kłosów.
OwocPrawie kulisty, o długości 3-4 mm, pomarszczony na grzbiecie, z krótkim, haczykowatym dzióbkiem. Krawędź brzuszna prosta, z ząbkiem.

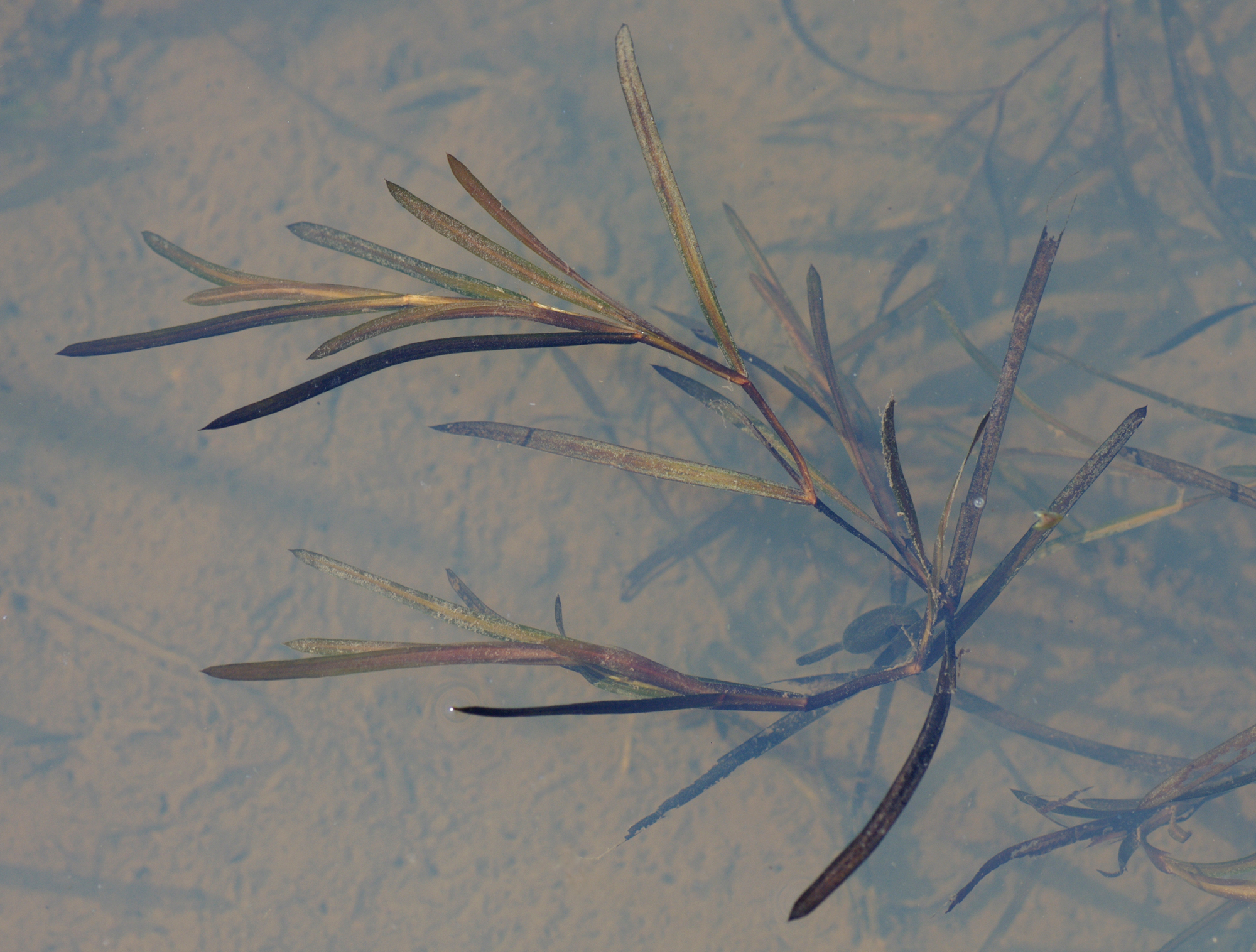
Pokrój
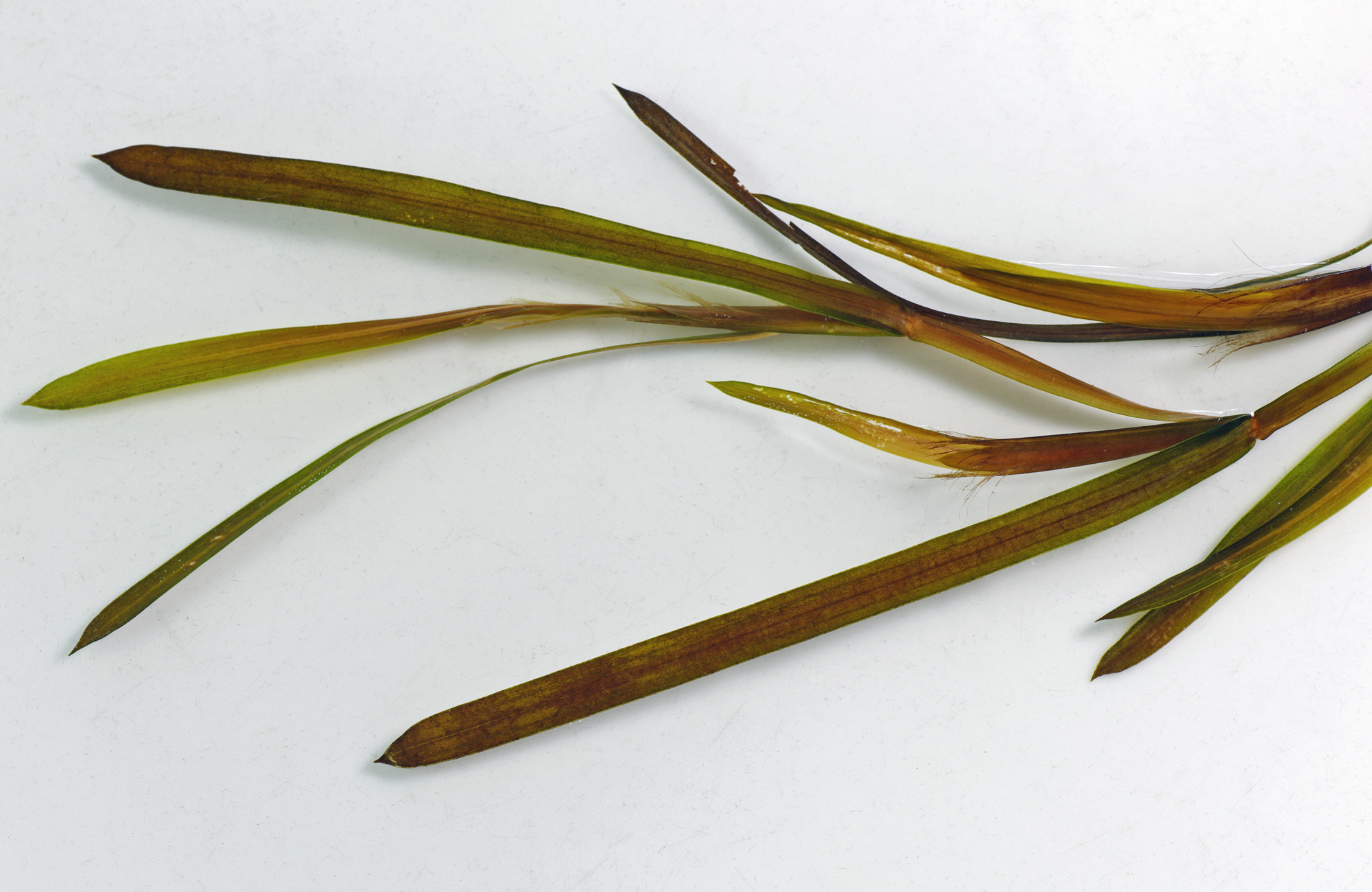
Pęd z liśćmi
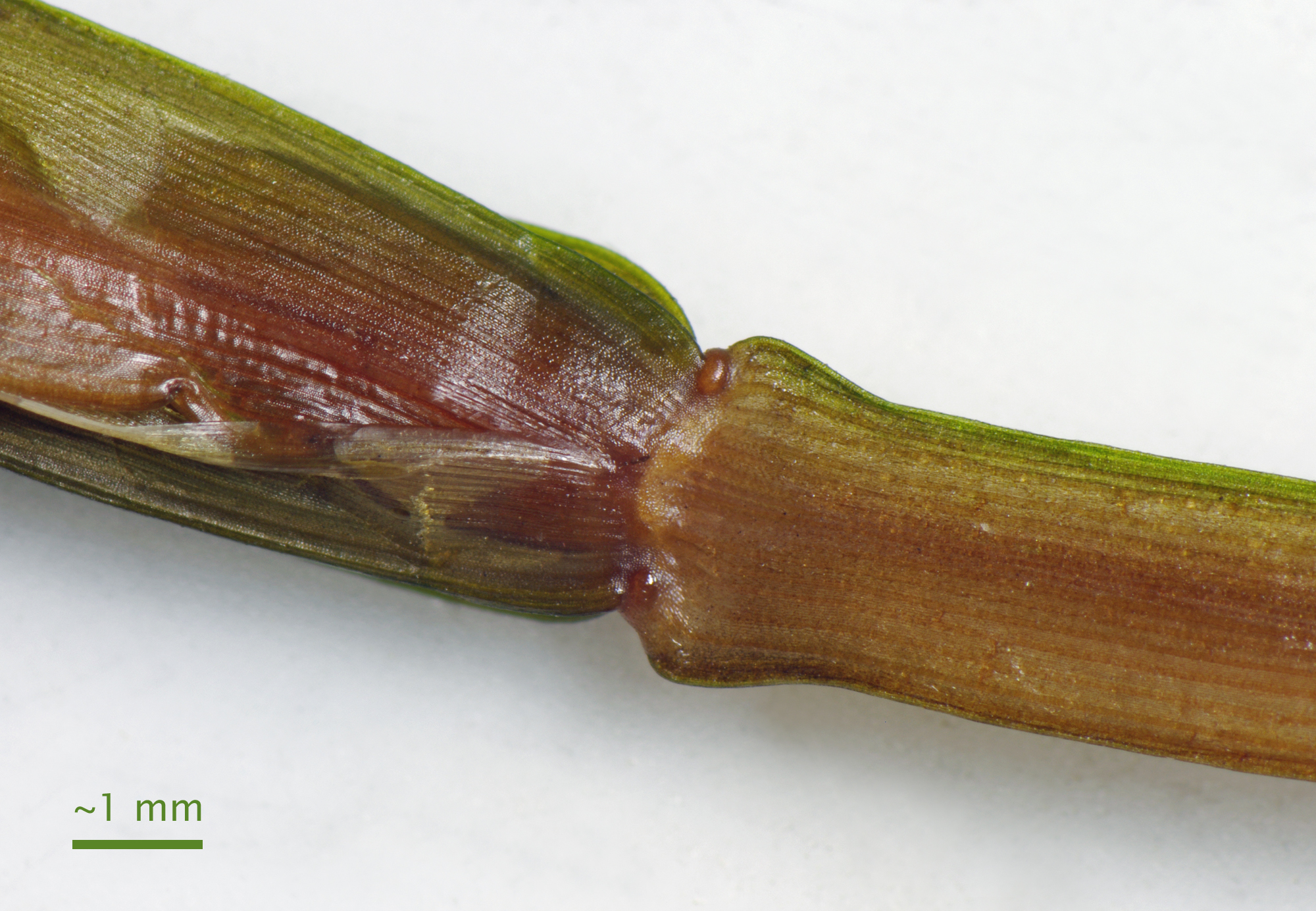
Fragment pędu
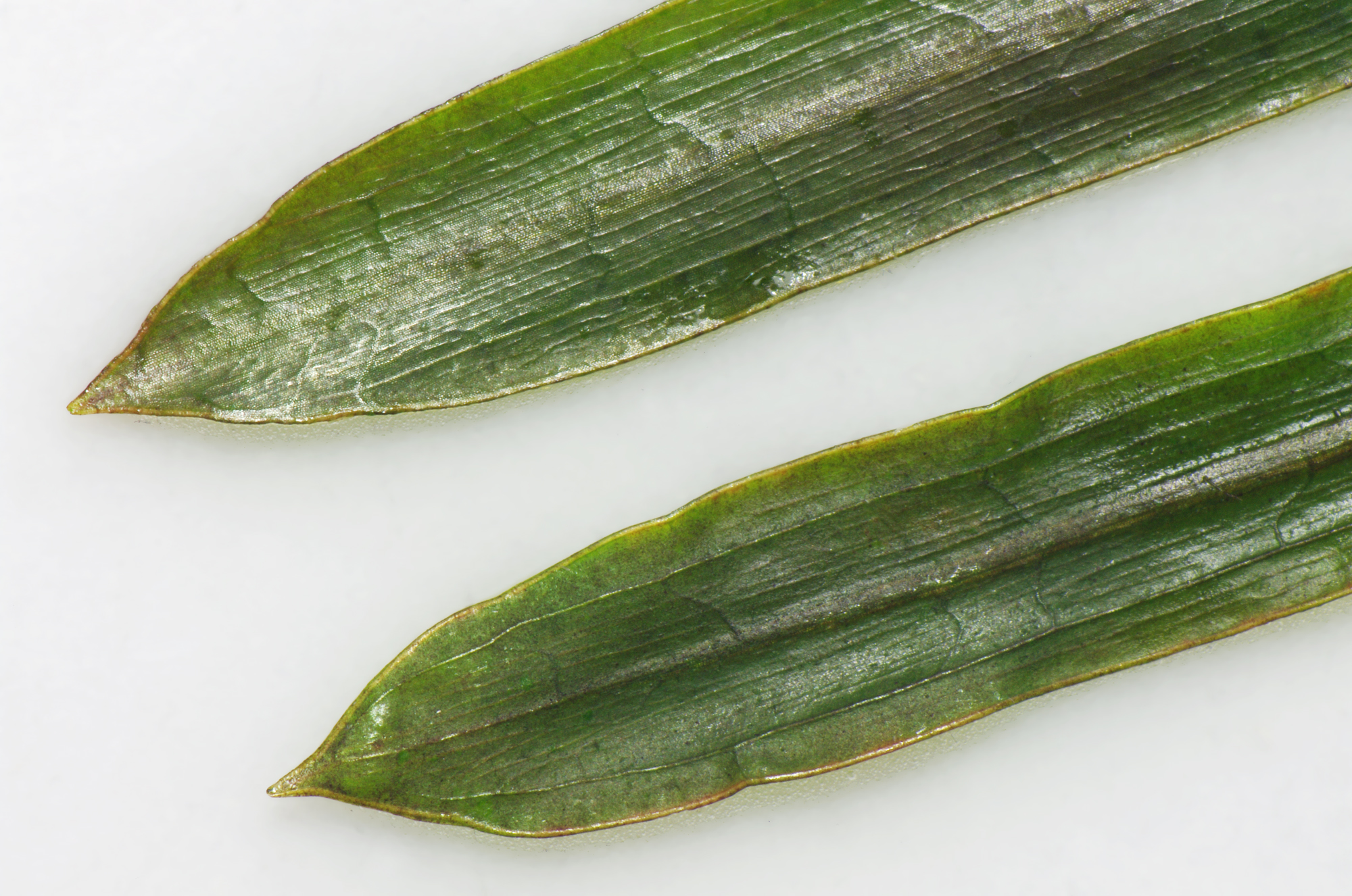
Liście
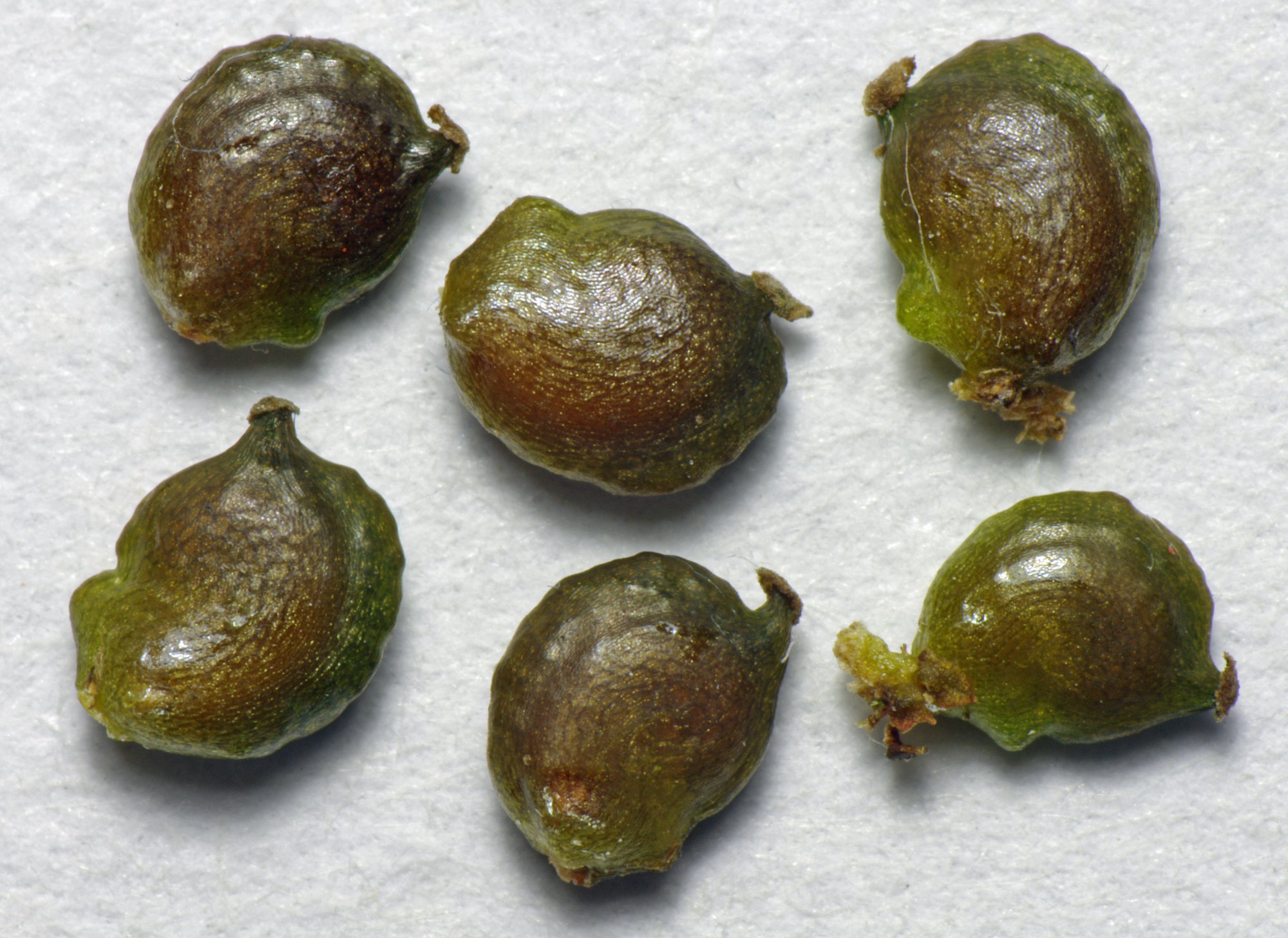
Owoce

## Biologia i ekologia
Bylina, hydrofit. Kwitnie od czerwca do sierpnia. Rośnie w wodach. Liczba chromosomów 2n =26. Gatunek charakterystyczny zespołu Potametum acutifolii.

## Zagrożenia i ochrona
Roślina umieszczona na polskiej czerwonej liście w kategorii NT (bliski zagrożenia).